# Olivier Pelat
Pour les articles homonymes, voir Pelat.
Olivier Pelat, né le 22 décembre 1958 à Neuilly-sur-Seine (Hauts-de-Seine) est un homme d'affaires spécialisé dans l'immobilier et l'hôtellerie.

## Biographie

### Origines familiales
Olivier Pelat est né le 22 décembre 1958 à Neuilly-sur-Seine. Il est le fils du dirigeant politique et homme d’affaires Roger-Patrice Pelat, ami du président François Mitterrand et impliqué dans un scandale politico-financier retentissant de la fin des années 1980 : l’affaire Pechiney-Triangle ; son père est inculpé début 1989 et meurt brutalement quelques jours plus tard avant d’avoir pu participer à l’enquête.

### Carrière
Après une expérience chez Europe 1 puis dans l'édition de cartes de vœux musicales, Olivier Pelat investit dans l’immobilier à la fin des années 1980 avec la société immobilière et foncière Européquipements, qui devient un important franchisé du groupe hôtelier Accor. Cette entreprise est fondée avec son frère Patrice : après que son frère lui cède ses parts en 2003, il prend seul la direction de l'entreprise ; cette affaire entraînera un conflit juridique entre les deux frères, qui resteront en mauvais termes.
Peu après la disparation de son père en 1989, son premier investissement est effectué en 1990 en lisière de Paris, à Pantin, à une période où ce territoire était peu valorisé. C'est dans ce site qu'il organise sa réception de chevalier de la Légion d'honneur avant de devoir revendre le site, puis le racheter en 2006. Dans un milieu patronal très ancré dans l'Ouest parisien, on lui reproche son implantation importante en Seine-Saint-Denis, un département ancré à gauche : « Nous nous sommes intéressés à ce territoire à la fin des années 80, quand personne ne voulait y aller. Les banquiers nous prenaient pour des fous de vouloir y construire des hôtels. Nous y avons cru, c'était un pari sur l'avenir. Je reste particulièrement attaché à ce département ».
Son père avait été un proche du président de la République François Mitterrand, cette proximité lui facilitant l'accès à la direction de France Télévisions pour organiser en 1992 Sida-Urgences, qui devient en 1994 le Sidaction. Il s'implique dans divers engagements sociaux ou culturels, comme durant la pandémie de Covid-19, où ses hôtels de la porte de la Chapelle sont ouverts pour l'accueil de patients. Il est président du comité de campagne pour la création de l’Institut des pathologies du développement de l’enfant et de l’adolescent à l’hôpital Trousseau (AP-HP) et il est l’un des principaux mécènes du projet de remontage de la flèche de la basilique Saint-Denis. Il aide également à financer des voyages scolaires de lycéens de Saint-Denis.
Sa famille ayant été proche de la famille Bettencourt, il est nommé dans les années 2010 comme tuteur judiciaire de sa marraine la milliardaire Liliane Bettencourt, ce qui le conduit à superviser les négociations ayant abouti au remboursement par Stéphane Courbit des 143 millions d'euros que la vieille dame avait investis dans son groupe en 2010,.
Sa fortune professionnelle est estimée selon le magazine Challenges à 1,6 milliard d'euros en 2024, le classant au 78e rang des personnes les plus riches de France.

### Vie privée
Son frère Patrice Pelat se suicide le 28 octobre 2013. Dans ses dernières volontés, Patrice Pelat avait demandé que son frère Olivier Pelat ne soit pas présent à son enterrement.
En 2024, son fils Bruno Pelat, âgé de 22 ans, a une liaison avec l'ancienne Miss France Iris Mittenaere qui, quelques mois plus tard, porte plainte en l'accusant de violences conjugales,. Bruno Pelat est condamné le 6 novembre 2024 à un an de prison dont six mois fermes par le tribunal correctionnel de Paris.

## Décorations
- Commandeur de la Légion d'honneur[9].